# Indrajit Tharu
Indrajit Tharu (...) è un politico nepalese, membro del Partito Comunista del Nepal (centro maoista).
Nell'aprile del 2008, ha ottenuto il 1° seggio del Distretto di Dang nelle elezioni dell'assemblea costituente del Nepal. Tharu ricevette 18,903 voti.